# Mosontétény
Mosontétény (németül Tadten) község Ausztriában, Burgenland tartományban, a Nezsideri járásban.

## Fekvése
Mosonmagyaróvártól 18 km-re délnyugatra, a magyar határ közelében a Fertőzugban fekszik.

## Nevének eredete
Neve az ősi magyar Tétény személynévből származik, ez pedig a török „tegit” (herceg) főnévből került a magyarba.

## Története
A mai község helyén már a római korban is település állt. Ezt az 1928-ban végzett régészeti feltárások igazolták, amikor a mosonszentandrási úttól nyugatra a Salzlacke mocsarában a 2. századból származó gazdag mellékletekkel ellátott kőszarkofág került elő. A sírmellékletek, köztük aranyékszerek, érmék, vas és bronztárgyak és egy agyagmécses a kismartoni tartományi múzeumba kerültek. 1936-ban egy a 11. századból  származó besenyő temetőt is feltártak. Mosontétény a 12. században is lakott volt, ezt bizonyítja az a mintegy kétezer ezüstpénz, mely 1130 körül került itt a földbe.
A település első írásos említése egy birtokvita kapcsán kelt okiratból, 1357-ből származik "Tetun" alakban. 1451-ben egy Budán kelt oklevél "Theten" néven említi a falut, melyben a Bösinger, a monyorókeréki Ellerbach és a Zeech grófi családoknak voltak birtokaik. Temploma 1500-ban már állt, eredetileg Szent Kozma és Damján tiszteletére szentelték.  A középkor végén a vasvári székeskáptalan rendelkezett itt nagyobb birtokkal és a falu temploma is már a vasvári egyház védőszentje Szent Márton tiszteletére volt szentelve. 1529-ben és 1683-ban a török, 1605-ben Bocskai, 1620-ban Bethlen Gábor serege, 1704 és 1709 között a kurucok fosztották ki. A 16. században lakói evangélikusok lettek. A 17. században a falunak több birtokosa is volt, majd a század végén az Eszterházy család vásárolta meg. Az új birtokos nyomására lakói újra felvették a római katolikus vallást, katolikus plébániáját 1712-ben alapították újra és anyakönyveit is innét vezetik.
Vályi András szerint " TÉTÉNY. Taden. Magyar, és német falu Mosony Várm. földes Urai Hg. és Gr. Eszterházy Uraságok, lakosai katolikusok, és evangelikusok, fekszik délre Magyar Óvártól 3 3/4, Nizsidertől pedig 5 1/2 órányira; határja 2 nyomásbéli, fekete homokos földgye többnyire búzát, és rozsot terem, mezeje, réttye a’ Hanságban helyheztetik; vannak tavai, mellyekben néha jó halászattya esik, ’s nádat, és kákát termesztenek; szék só is szedetik határjában; piatza M. Óváron, és Nizsideren."
Fényes Elek szerint " Tetény, Thaden, német-magy. falu, Moson vgyében, a Hanság mellett, 732 kath., 81 ágostai lak., kath. paroch. szentegyházzal. Ennek is nevezetes élelmiforrása a nádvágás, széna-szállitás halászat és vizivadászat. 38 3/ egész telke után van 57 telkesgazdája, 84 hold második, 869 hold harmadik, 344 4/ h. negyedik osztálybeli szántóföldje, 154 embervágó rétje. F. u. h. Eszterházy."
Mosontéténynek 1910-ben 1213, többségben német (994 fő) lakosa volt, jelentős magyar (216 fő) kisebbséggel. A trianoni békeszerződésig Moson vármegye Magyaróvári járásához tartozott. 1921-ben Ausztria Burgenland tartományának része lett. A második világháborút követően ismét fellendült a fejlődés. Felépült a községi hivatal, a népiskola, a tűzoltó szerház, elkészült a csatornahálózat és terjeszkedett a lakóterület is.

## Nevezetességei
- Mihály arkangyal tiszteletére szentelt római katolikus temploma 1804-ben épült. 1954-ben a mai formájában bővítették.
- Evangélikus temploma 1914-ben épült.

## Híres szülöttei
- Sattler János (1894–1944) Mosonmagyaróvár első polgármestere

## Külső hivatkozások
- Hivatalos oldal Archiválva 2009. október 1-i dátummal a Wayback Machine-ben
- Magyar katolikus lexikon
- A község az Osztrák Statisztikai Hivatal honlapján